# Руфус Вилмот Гризволд
Руфус Вилмот Гризволд (енгл. Rufus Wilmot Griswold; Бенсон, 13. фебруар 1815 — Њујорк, 27. август 1857) је био амерички књижевни критичар, антолог, песник и уредник.
Рођен је у Вермонту а који је напустио са 15 година. Радио је као новинар у различитим местима, између осталог и у Филаделфији и Њујорку. Стекао је високу репутацију у књижевник круговима, пре свега захваљујући збирци 
The Poets and Poetry of America коју је приредио. Ова антологија, која је била најобимније дело ове врсте у Гризволдово време обухватала је, по његовом мишљењу, најбоље примере америчке поезије. Током живота Гризволд је приредио неколико измењених и допуњених издања ове антологије. Многи писци које је Гризволд укључио у антологију пали су убрзо у заборав.
Едгар Алан По, чија је поезија била укључена у Гризволдову антологију, објавио је критички приказ у коме је преиспитао избор песника који су укључени у антологију. Ово је био почетак дугог ривалства и нетрпељивости између Гризволда и Поа који се није окончао до Поове смрти.
Гризволд је себе сматрао за експерта на пољу америчке поезије. Такође је подржавао увођење закона о ауторским правима у области издаваштва.